# Manfred Ugalde
Manfred Alonso Ugalde Arce (ur. 25 maja 2002 w Heredii) – kostarykański piłkarz występujący na pozycji napastnika, reprezentant Kostaryki, od 2024 roku zawodnik rosyjskiego Spartaka Moskwa.